# Bratya Daskalovi (obchtina)
Bratya Daskalovi (bulgare : Братя Даскалови) est une obchtina de l'oblast de Stara Zagora en Bulgarie.